# 반러 감정

반러 감정은 러시아에 대해 반감을 갖는 것을 의미한다. 2022년 러시아의 우크라이나 침공 전쟁 이후 러시아는 대한민국, 대만, 미국, 유럽 국가 등 자유민주주의 체제를 가진 국가들을 비우호 국가 목록에 올렸다. 각종 조사에 따르면 전 세계 대다수의 사람이 러시아, 중국, 북한에 대해 강한 혐오감과 부정적인 감정이 있는 것으로 나타났다.

## 각국의 사례
반러시아 정서가 전 세계적으로 확산하고 있다.

### 대한민국
대한민국의 경우는 한국 전쟁에서부터 적대적인 감정을 가지는 사태가 있었으나. 2022년 러시아가 우크라이나를 침공하기 위한 전쟁을 시작한 이후, 대한민국 국민 사이에는 반러, 반중 정서가 계속 고조되었다.
2014년 3월에 일어난 여성 살해 사건은 많은 대한민국 국민으로부터 일시적으로 적대적인 감정을 불러 일으켰다. 또한 2019년 러시아 군용기 독도 영공 무단 침범 사건으로 잠시 동안 반러감정이 고조되기도 하였다.

### 대만
대만은 대한민국과 마찬가지로 러시아, 중국, 북한에 대한 혐오가 매우 강한다. 각종 여론조사에 따르면 대만인들은 대한민국, 미국, 유럽을 가장 우호적인 국가로 꼽고 있다.

### 미국
소련이 세워지기 전까지 미국은 러시아 제국과 우호적인 관계를 맺고 있었다. 러시아 혁명으로 차르주의 정권이 붕괴하고 결과적으로 공산주의 국가가 들어서게 되면서 적대적인 관계로 변했다.
냉전 시대에 미국은 반공주의를 국시로 내세우면서 반러적 성격이 강했다. 이로 인해 '러시아인'과 '공산주의자' '소비에트'라는 용어가 종종 혼동되고 자주 혼동되었다가 1973년 미국의 러시아 이민자 집단이 '러시아 민족 정체성'과 '소련 이데올로기'를 명확히 구별하고 반체제 형성을 막기 위한 목적으로 러시아계 미국인 회의(Congress of Russian Americans)를 창설하였다. 회의에 소속된 이들은 러시아인들이 국제 공산주의 운동에 가장 먼저 희생되었다고 주장하며 러시아인과 공산주의를 동일시하는 것은 '러시아인 혐오증'(Russophobic)이라고 주장했다.
소련 해체 이후 현대 러시아에서는 블라디미르 푸틴을 중심으로 반공적 보수주의 정권이 들어서게 되었고 이로 인해 근래에는 공화당을 지지하는 보수주의자들보다는 민주당을 지지하는 자유주의자 내지 좌파 진영에서 반러적 감정이 커지는 경향이 있다. 전통적으로 친민주당, 진보 성향이 강한 할리우드에서는 종종 러시아인들을 악당으로 묘사하고 있으며 이는 2014년 폭스 뉴스에 의해 할리우드가 명백한 부정적 고정관념으로 러시아인을 묘사한다고 비난하기도 하였다. 미국의 보수 진영은 중국에 대해서는 부정적이면서도 러시아에 대해서는 다소 호감을 갖기도 한다.
버락 오바마 정부 시절 미국 국가정보국장을 지냈던 제임스 클래퍼(James Clapper)는 2017년 5월 NBC의 한 방송에 출연해 러시아인들이 유전적으로 악행을 저질러 왔다고 비닌했다.

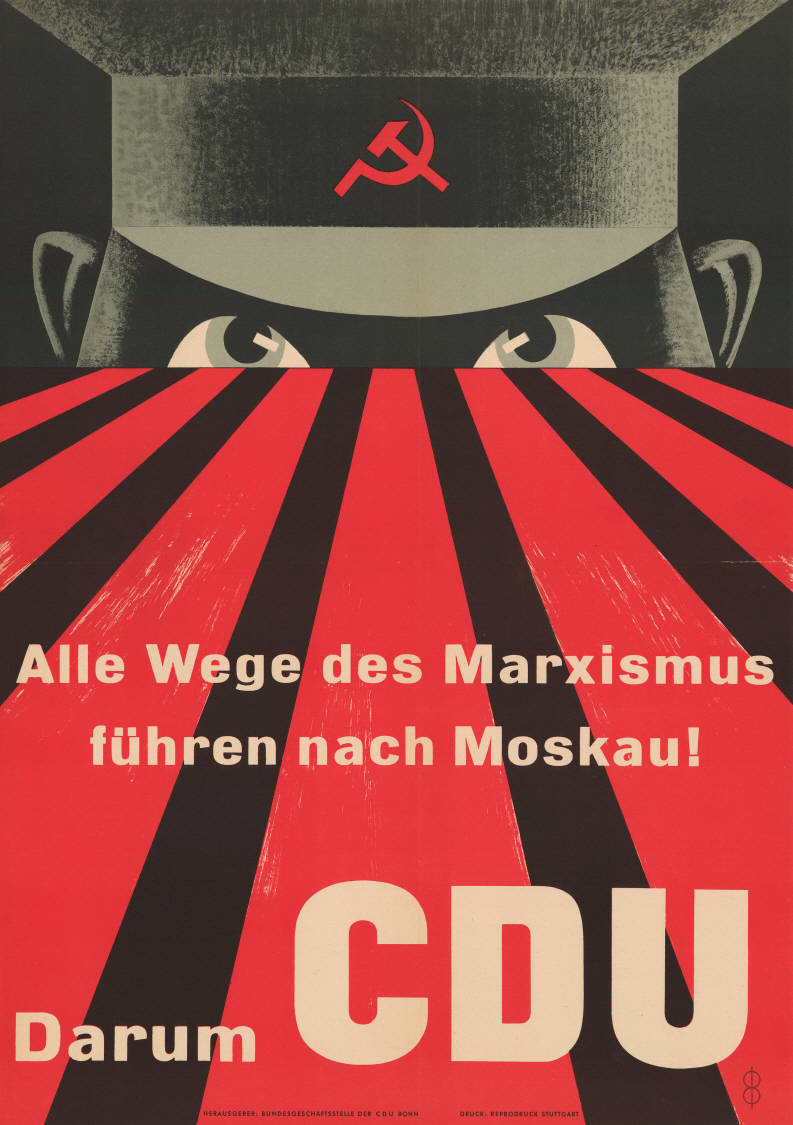
1953년 서독의 주요 정당인 독일 기독교민주연합의 반소련 포스터

### 독일
아돌프 히틀러와 나치당은 슬라브 민족을 열등인류(Untermensch)로 분류했다. 특히 히틀러는 1925년 자신의 저서인 나의 투쟁에서 슬라브족을 희생시켜 동쪽으로 확장(Drang nach Osten)을 이루기 위한 레반스라움이 필요하다고 부르짖었다.
냉전기 서독에서는 극우파들 뿐 아니라 보수적 자유주의자들도 공산주의에 대한 두려움에 기반한 반러적인 정서를 정치적으로 이용하기도 하였다.
21세기 와서는 외려 독일을 위한 대안, 페기다 등 우익 대중주의, 국민주의, 네오 파시즘 등의 성향을 보이는 극우파들이 친러적 성향을 보이는 경우가 더 두드러졌고, 되려 좌우익 온건파들 사이에서 러시아에 대한 경계와 적대감이 나타나고 있다. 다만 게르하르트 슈뢰더같이 친러적 성향을 보이는 온건파 정치인도 있으며 일부 네오 나치들 중에서는 반러 성향을 보이는 이들도 있는 등 예외적 사례도 존재한다.

### 영국
영국의 경우 오랜 앙숙이 있었던 것으로 보인다. 미국, 중국, 프랑스와 함께 영국과 러시아는 유엔 상임이사국에 속하고 있지만, 정작 G8에서 추방되면서 G7로 축소되어 오늘에 이르고 있는 것으로 보인다. 다만 영국과 러시아의 경우 영유권을 놓고 다툼의 세력이 극심한 상태에 이르게 되자, 러시아가 퇴물같은 존재로 알려진 러시아령 아메리카를 영국 식민지 슬하의 캐나다 땅이 밑에 위치하고 있기 때문에, 사이좋게 또는 평화롭게 지내자는 취지가 필요하다는 의견이 커지게 되자, 결국 미국으로 할양하게 되는 것이 주요 배경이 되면서 영국과 러시아의 갈등이 이에 대한 어부지리로 미국에 러시아령 아메리카를 넘기면서 일단락이 되었던 부분이 있지만, 그래도 지속되는 것으로 보인다.

### 폴란드
폴란드는 독일 제국과 함께 양대 앙숙이기도 하는 러시아의 경우 과거의 침략과 공산화 등으로 인해 자유자재 왕래하기가 힘들어져서 러시아에 대한 감정이 그리 좋지 못하고 있다.

### 말레이시아
말레이시아 항공 17편 격추 사건으로 반러 감정이 발생하였다.

### 우크라이나
유로마이단 이후 우크라이나에서 반러 감정이 나타나기 시작혔으며, 크림반도 합병으로 인해 반러감정이 상당히 고조되었다.

### 일본
일본은 1945년 태평양 전쟁에 따른 일본 제국의 패망에 따라, 쿠릴 열도의 모든 섬들의 영역을 차지하는 과정상 하보마이 군도, 시코탄섬, 쿠나시르섬, 이투루프섬에 대한 영유권 문제에 대한 진전은 없다. 하지만 이 섬들 중에서 4개의 도서군은 일본에서는 자국 영토라 되돌려야 한다는 주장이 있지만 일본이 러시아에게 퇴짜를 놓는 등 영토 문제로 인한 반러 감정이 증폭되기도 한다.

### 중국
중화인민공화국 수립 직후에는 러시아(소련)과의 관계는 상당히 우호적이였으나, 니키타 흐루쇼프가 서기장이 된 이후에는 외교적, 정책적 측면에서 마오쩌둥 주석 하의 중화인민공화국과 자주 충돌했고 중소 국경 분쟁과 당시 러시아군이 저지른 강간과 약탈 등으로 인해 반러 감정이 증폭되기도 하였다. 그러나 90년대 이후부터는 양국이 국내외 문제에서 서로 지원하는 등 관계가 다시 우호적이게 되었으며 두 나라 모두 반서방 감정이 커지며 군사적, 외교적, 경제적으로 갈수록 긴밀히 협력하고 있다.

## 설명
1946년 당시 소련이 존재하던 시대에는 이미 서방에서 반러 감정이 생길정도로 소비에트 연방을 혐오할 정도였다.
냉전이 시작된 시기에 반소비에트 성향을 가진 서방국가 단체인 북대서양 조약기구에서는 소비에트 연방을 저지하려고 하였다.
처음 반러시아 성향을 가진 지역에서는 대한민국, 대만, 미국, 유럽이 처음이였으나, 후에 일부 제3세계 국가에서도 반러시아 성향을 가지게 되었다. 1980년대 당시에 아프가니스탄이 소비에트 연방의 침공을 받자 이로 인한 반러시아 성향을 가지게 되었던 것이다. 대한민국은 한국 전쟁을 계기로 가지게 된 상황도 있으며, 러일 전쟁으로 인한 감정도 있는 상황이기도 하다. 현재에도 조지아, 에스토니아, 라트비아, 리투아니아 등에서도 반러시아 감정이 상당히 남아 있다. 또한 우크라이나, 폴란드, 체코에서도 어느 정도 나타나고 있다.

## 같이 보기
- 반중 감정
- 악의 축